# Ahmad ibn Fadlan
Aḥmad ibn Faḍlān ibn al-ʿAbbās ibn Rāšid ibn Ḥammād  (arabă أحمد بن فضلان بن العباس بن راشد بن حماد )  cunoscut drept Aḥmad ibn Faḍlān (n. 879 d. 960) fost un scriitor și călător musulman cunoscut pentru însemnările sale ca membru al ambasadei califului Abbasid Al-Muqtadir de la Bagdad din timpul călătoriei sale la Almish ibn (Shilkī) Yiltawā, regele bulġarilor (protobulgarilor)  din Volga , recent convertit, care a cerut instruire religioasă pentru poporul său și de asemenea dorindu-și să încheie o alianță cu Abbasizii pentru a se proteja împotriva atacurilor Khazarilor dinspre Nord.
Relatările sale, dotate cu o acuratețe impresionantă în detalii, reprezintă o sursă importantă pentru istorici, interesați atât de  formarea statului rus, de implicarea vikingilor în nordul și estul Europei, de popoarele de slavi și khazari, cat și, din punct de vedere al istoriei islamice, de dimensiunea relațiilor dintre nucleul Islamului și regiuni rar asociate cu acesta.

## Biografie

### Fundal
Fiind de etnie arabă  și de religie musulmană, acestea devin elemente identitare, fundamentale la care scriitorul se raportează atunci când emite judecăți despre diferite aspecte pe care le observă în ținuturile străine. Ibn Fadlan are  o funcție importantă la curtea califului, este șef al cancelariei ( arabă رئيس الكتاب ) , lucru ce îi asigură o mare influență. Este un înalt oficial, aparține unei culturi superioare, astfel înțelegem perspectiva pe care o proiectează aspectelor pe care le descrie.

### Ambasada
Trimis în calitate de emisar al califului Abbasid Al- Muqtadir , pe data de 21 iunie 921 pleacă de la Bagdad cu o delegație numeroasă condusă de Susan Al- Rassi.  
El are și o pregătire teologică, purtând titlu de faqih,  un expert în credința și jurisprudența islamică,  drept pentru care califul îl numește responsabil de partea religioasă a acestor expediții si îi încredințează sarcina de a merge în ținutul bulġarilor  pentru a-i ajuta să-și  îndrepte practica doctrinei si a legilor islamice, și de a construi o citadelă ( arabă قلعة ) pe malul râului Volga care să- i apere pe bulgari de atacurile Khazariilor.
Primește și misiunea de a redacta o risāla ( trad. jurnal)  despre această călătorie pe care să o prezinte califului la întoarcere ( Riḥlatu Ibn Faḍlān ’ilā bilādi t-turki wa r-rūsi wa ṣ- ṣaqāliba- trad. "Călătoria lui Ibn Fadlan către ținuturile turcilor, rusilor si slavilor").
Pornind de la Bagdad, delegația trece prin Bukhara, Khwārezm (la sud de Marea Aral), Jurjaniyyah (unde își petrece iarna), înainte de a ajunge  la protobulgarii din Volga pe data de 12 mai 922. Cu toate acestea, misiunea eșuează întrucât musulmanii nu reușesc să adune sumele destinate regelui care, iritat de situație, refuză să renunțe la Maddhab-ul hanafit pentru cel șafeit de la Bagdad. 

### Manuscris
Înainte de descoperirea manuscrisului  lui Ibn Faḍlan în Mashhad, Iran, risāla călătorului era cunoscută doar prin fragmentele găsite în dicționarul geografic Mu'jam al-Buldān al lui Yaqut pe baza căruia, în 1823, C.M.J. Frähn a produs două lucrări scurte care tratează  două articole găsite despre Bașchiri și Khazari. Fiecare articol era compus dintr-un text arab editat, însoțit de o traducere, note și comentarii  în latină. Printre acestea se regăsește și relatarea  notorie  despre Ar- Rus.

## Relatări

### Al-Jurjāniyyah
Zona lui de confort lingvistic nu este foarte extinsă  odată ce iese din Bagdad, astfel este însoțit de un translator, meserie practicată în cadrul Califatului Abbasid în secolul X.   De asemena,  străbate diferite zone climatice,  urmează un traseu ascendent, către Nord , intrând în zona de tradiție persană ( Nishapur, Marw), iar pe masură ce urcă, zonele devin tot mai străine, confruntându-se cu o alteritate extremă.
«Am dat peste un ținut despre care nu am crezut altceva decât că este o poartă a frigului năprasnic care se năpustise asupra noastră, unde nu cade zăpada decât însoțită de vântul unei furtuni puternice.  Am văzut cum în pământ se despicau șanțuri mari de puterea frigului și arbori uriași despicându-se în două din pricina asta.»
Unele dintre observațiile pe care le face Ibn Fadlan sunt de natură lingvistică. El este un intelectual care vorbește limba arabă, lingua franca în tot orientul islamic, astfel manifestă rasism lingvistic față de limbile turcice pe care le aude în călătoria lui. 
« Sunt oamenii cu felul de a vorbi cel mai sălbatic, iar vorba lor seamănă cel mai mult cu urletul graurilor , iar în zona respectivă există un sat căruia i se spune Ardaku , și  celor care trăiesc acolo li se spune Al-Kardaliyyat, iar felul de a vorbi al acestora este foarte apropriat de orăcăitul broaștelor » - despre Khwārazmi

### Tribul Ghuuz (Oguz)
La contactul cu tribul Ghuuz călătorul constată o foarte slabă islamizare , practicată deficitar: nu sunt respectate cele cinci rugăciuni zilnice, iar igiena este precară sau chiar absentă. De asemenea, condamnă și libertatea de care se bucură femeile. Acestea nu se acoperă și împărtășesc același spațiu privat cu barbații, situație în care este rușinat, nu știe să se comporte. 
« Nu se curăță nici de excremente și nici  de urină, și nu se spală de impurități sau de nimic altceva și nu exista între ei și ei apă nicio legatură, mai ales în timpul iernii» 

«Femeile lor nu se acoperă de bărbații lor și nici în fața altora. Femeia nu-și acoperă nimic din corpul ei față de nimeni. Am poposit într-o zi la unul dintre ei, și ne-am așezat, iar femeia bărbatului era cu noi și printre noi, ni se adresa iar noi ne-am uitat la ea apoi ne-am acoperit fețele și am spus “Să mă ferească Dumnezeu! ” . Soțul ei a râs și a spus translatorului: "Spune-le să și le descopere." Nu cunoșteau adulterul.»

### Vikingii
Despre vikingi, Ar- Rūs, Ibn Fadlan include o descriere meticuloasă a obiceiurilor, îmbrăcăminții și a religiei acestora, relatând de asemenea și anumite ritualuri funerare vikinge ( incinerarea morților pe bărci).
Fadlan îi prezintă drept comercianți care își instalează magazinele pe malurile râului Atīl ( Volga) , în apropierea taberei Bulğarilor. În viziunea lui, sunt ființe cu corpuri înalte ca palmierii, cu părul blond și pielea roșiatică. Toți bărbații sunt înarmați cu un topor, o sabie și un cuțit lung. Despre igiena acestora, o descrie ca fiind de-a dreptul dezgustătoare și condamnă vădit absența acesteia.
« I-am văzut pe Ar-Rūs, care veniseră pentru comerț și tăbăraseră lângă râul Atil. Nu am văzut niciodată corpuri mai perfecte decât ale lor. Erau precum niste palmieri. (...) De la vârful degetelor de la picioare până la gât, fiecare bărbat este tatuat cu linii si desene  verde închis (..) . »

«Ei sunt cele mai murdare creaturi ale  lui Dumnezeu, nu se șterg de fecale și nici de urină, nu se spală după contactul sexual, și nu iși spală mâinile de mâncare, ei sunt precum neamurile măgarilor fără de Dumnezeu. » 